# Krauskopfite
La krauskopfite è un minerale.